# Новошарапский сельсовет
Новошарапский сельсовет — сельское поселение в Ордынском районе Новосибирской области Российской Федерации.
Административный центр — деревня Новый Шарап.

## История
Статус и границы сельского поселения установлены Законом Новосибирской области от 2 июня 2004 года № 200-ОЗ «О статусе и границах муниципальных образований Новосибирской области»

## Население
| 2002  | 2010  | 2012  | 2013  | 2014  | 2015  | 2016  |
| ----- | ----- | ----- | ----- | ----- | ----- | ----- |
| 1372  | ↗1384 | ↗1401 | ↗1419 | ↘1400 | ↘1373 | ↘1351 |
| 2017  | 2018  | 2019  | 2020  | 2021  |       |       |
| ↗1400 | →1400 | ↗1440 | ↗1462 | ↗1472 |       |       |

## Состав сельского поселения
| № | Населённый пункт | Тип населённого пункта          | Население |
| - | ---------------- | ------------------------------- | --------- |
| 1 | Новый Шарап      | деревня, административный центр | ↗1472     |